# Chiesa di Sant'Eliseo (Tesero)
La chiesa di Sant'Eliseo è la parrocchiale di Tesero, in val di Fiemme, in provincia di Trento, e risale al XII secolo.

## Storia

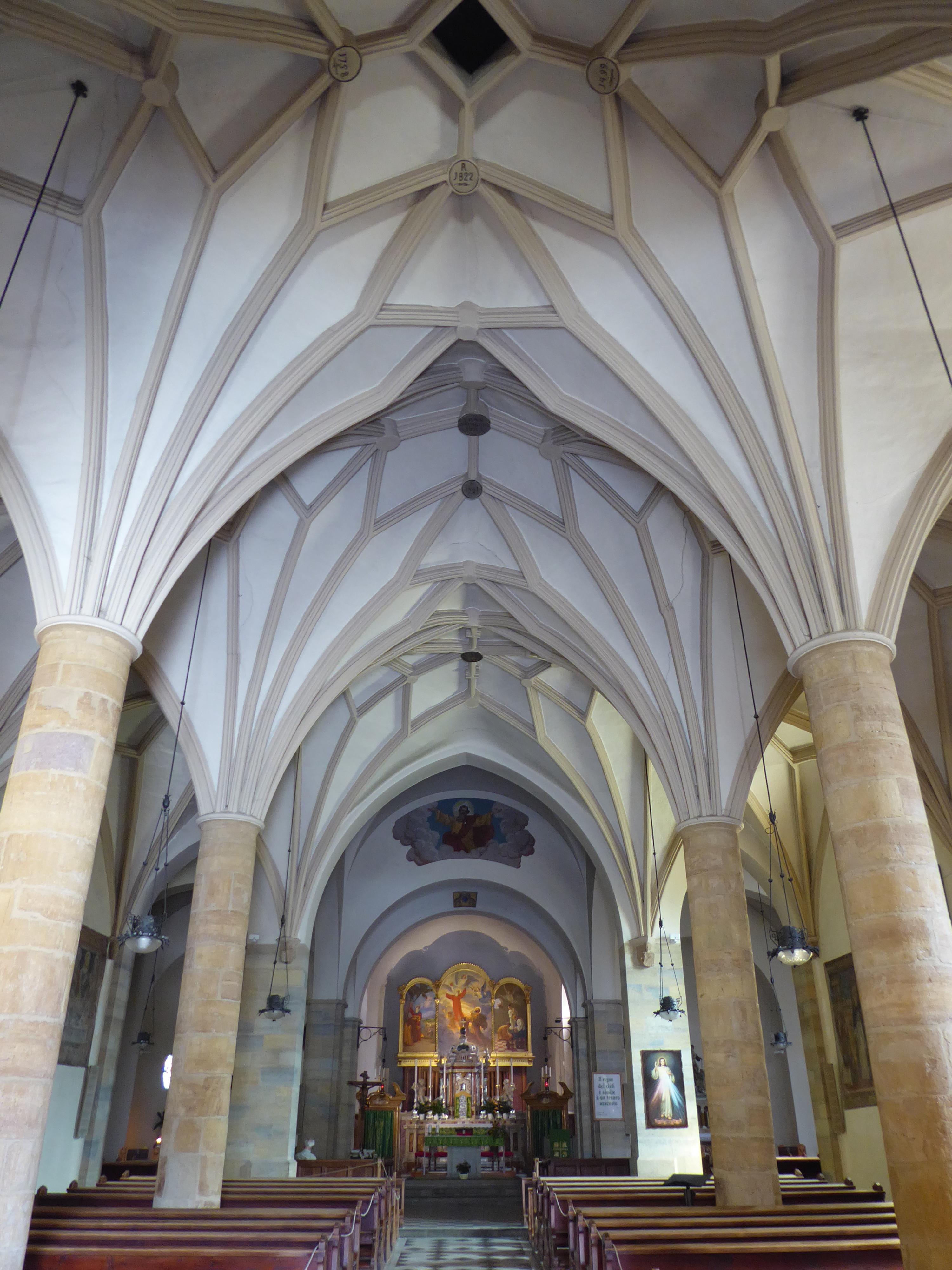
Interno; sullo sfondo il trittico di Duilio Corompai con scene della vita di Eliseo: al centro, Il rapimento di Elia, 1934

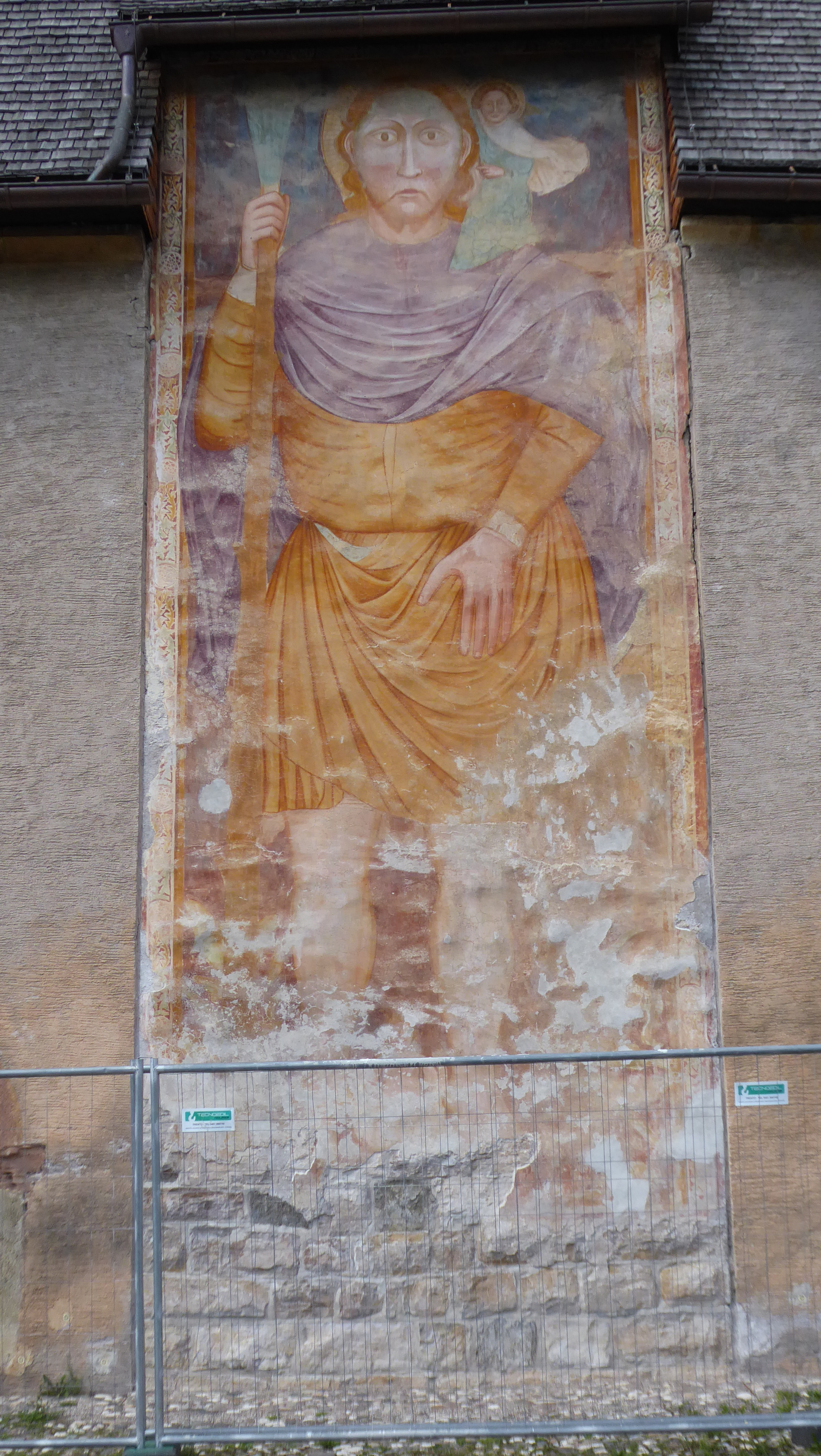
Affresco raffigurante San Cristoforo sulla facciata laterale meridionale, risalente al XV secolo

La chiesa venne consacrata nel 1134, e a questo momento risale la prima citazione ufficiale dell'edificio religioso di Tesero. Tra il 1390 ed il 1399 venne decorata la torre campanaria con la grande immagine di San Cristoforo col Bambino.
Attorno alla metà del XV secolo la primitiva chiesa fu oggetto di completa ricostruzione seguita da una seconda consacrazione e alla fine del secolo fu ricostruito anche il campanile, poi vennero decorate con affreschi le navate laterali. Ebbe dignità di curazia, sussidiaria della pieve di Cavalese, nel 1545.
L'edificio fu oggetto di numerosi interventi di restauro, sia nel XVII secolo sia nei secoli successivi; fu ricostruito il presbiterio, furono aperte finestre, fu dipinta l'immagine di Sant'Eliseo sulla facciata, fu sopraelevato il campanile e venne sistemato il sagrato.
Ottenne dignità di chiesa parrocchiale nel 1905. In Italia risulta essere l'unica chiesa parrocchiale intitolata al profeta Eliseo.
Dopo il primo conflitto mondiale, su progetto di Giovanni Tiella, la chiesa fu ristrutturata: venne demolito il presbiterio, ma furono mantenute le navate in stile gotico e, nel suo complesso, l'edificio risultò notevolmente ampliato. Duilio Corompai dipinse a tempera varie parti dell'interno rinnovato, oltre all'imponente trittico dedicato alla vita del profeta Eliseo, del 1934. Di singolare rilevanza iconografica è lo scomparto centrale: Il rapimento di Elia.
Attorno alla metà del XX secolo fu demolita una struttura della vicina chiesa di San Rocco per facilitare l'accesso al sagrato, e fu rifatta la pavimentazione della sala. Seguirono importanti lavori alle coperture sino a quando, nel 1994, si procedette ad un nuovo restauro generale.

## Descrizione

### Esterni
La facciata si presenta con asimmetria poiché la torre campanaria è posta in posizione anteriore sul lato sinistro a coprire parte della sua superficie. Il portale è di piccole dimensioni e strombato, sovrastato in asse dall'oculo rotondo e dal grande affresco. La torre ha pianta quadrangolare con fusto intonacato e con cantonali in pietra a vista. Presenta celle sovrapposte che risalgono e periodi diversi e sulla parte anteriore si trova il grande orologio. Le coperture del tetto formano una struttura acuta con rifinitura in scandole. Accanto alla chiesa si trova il cimitero principale della comunità.

### Interni
L'interno del tempio si divide in tre navate separate da colonne in pietra a vista, ognuna di quattro campate. La sala è ampliata da cappelle laterali e il presbiterio è leggermente rialzato. La pavimentazione è in pietra calcarea bianca e nera. L'organo, le cui canne sono nascoste dal grande trittico, ha 27 registri, è di Mascioni (opus 361, 1924) e venne utilizzato nelle rassegne bachiane di Giancarlo Parodi dopo essere stato restaurato da Ciresa nel 1973.